# 127a Brigada Mixta (Exèrcit Popular de la República)
La 127a Brigada Mixta va ser una unitat de l'Exèrcit Popular de la República creada durant la Guerra Civil Espanyola. Pertanyia a la 28a Divisió, va tenir un paper rellevant durant la contesa i va arribar a operar als fronts d'Aragó i Extremadura.

## Historial
La unitat va ser creada el 28 d'abril de 1937, al front d'Osca, a partir de l'antiga columna «Roja i Negra». El comandament de la brigada va recaure en el major de milícies Máximo Franco Cavero, amb el tinent d'infanteria Ramón de la Torre Martín com a cap d'Estat Major amb l'anarcosindicalista Manuel Lozano Guillén com a comissari polític. Va quedar integrada en la 28a Divisió, que havia estat l'antiga Divisió «Ascaso». Al juny va prendre part en l'ofensiva d'Osca i uns mesos després també participaria en l'ofensiva de Saragossa, atacant la localitat de Zuera —sense èxit. Durant la batalla de Terol, mentre les brigades 125a i 126a participaven en els combats, la 127a BM va romandre situada a l'Alt Aragó com a força de reserva de l'Exèrcit de l'Est.
El 9 de març de 1938, després del començament de l'ofensiva franquista al front d'Aragó, la brigada va rebre l'ordre de marxar al sector amenaçat per a tractar de contenir l'atac enemic. El dia 11, no obstant això, la brigada es va desbandar davant el contacte amb l'enemic en la zona d'Alagón-Oliete; el 13 de març va perdre les localitats d'Andorra, Ariño i Alloza, havent de replegar-se cap a la zona situada entre Terol i Escorihuela, on es trobava cap al 23 d'abril. Les seves restes van acabar reintegrant-se en l'antiga divisió. La 127a Brigada, que va sofrir un important crebant, va haver de ser retirada a Calles per a ser sotmesa a una reorganització.
El mes d'agost va ser enviada com a reforç al capdavant d'Extremadura, ara sota el comandament del major de milícies Esteve Serra Colobrans. La brigada va intervenir en el contraatac republicà que va seguir a l'ofensiva franquista en la bossa de Mèrida, on la 127a BM va tenir un bon comportament; després de travessar el riu Zújar, va prendre el vèrtex Manoquín i va continuar avançant fins a la rodalia Castuera. Va romandre en aquest sector fins a ser retirada per a cobrir les baixes sofertes. El gener de 1939 va intervenir en la batalla de Peñarroya, participant en la ruptura del front i aconseguint avançar les serres Patudaa i Trapera. La unitat seria dissolta al final de la contesa.

## Comandaments
Comandants
- Major de milícies Máximo Franco Cavero;[12]
- Major de milícies Esteve Serra Colobrans;[13]

Comissaris
- Manuel Lozano Guillén, de la CNT;[14][15]

Caps d'Estat Major
- Tinent d'infanteria Ramón de la Torre Martín;
- Major de milícies Enrique Genovés Guillén;